# Cleómbroto I
Cleómbroto I (en griego antiguo, Κλεόμβροτος) (?-371 a. C.) fue rey de Esparta de 380 a 371 a. C. y el vigésimo segundo de la dinastía real de los Agíadas. Hijo del rey Pausanias, sucedió en el trono a su hermano Agesípolis I. Su reinado tuvo como principal acontecimiento la guerra contra la ciudad de Tebas, que se oponía al liderazgo que Esparta ejercía en la Hélade tras su victoria sobre Atenas en la guerra del Peloponeso. 
Tras la liberación de la polis de Cadmea por parte de los tebanos (379 a. C.), Cleómbroto condujo una expedición en el invierno de 378 a. C. contra Tebas, sin éxito, aunque sirvió como demostración de fuerza ante Atenas. Fue privado del mando militar y su colega en la diarquía, el euripóntida Agesilao II se puso a la cabeza del ejército. Ante el fracaso de este, fue puesto de nuevo al frente de las tropas en (376 a. C.). Una segunda campaña, en ese mismo año, tampoco obtuvo resultados positivos, al impedirle los tebanos y atenienses franquear el paso del monte Citerón.
En 374 a. C. expulsó de la región de Fócida (Grecia central) a los tebanos, quienes la habían invadido, y tomó el puerto de Creusis. Permaneció en territorio focidio hasta 371 a. C., año en que en se dispuso a apoderarse de Tebas tras el fracaso del intento de firmar la paz con los tebanos. Dirigió a las fuerzas espartanas a través de Beocia y fue finalmente vencido y muerto por las huestes de la Liga Beocia al mando del general tebano Epaminondas en la batalla de Leuctra (371 a. C.). 7000 tebanos batieron a 10 000 hoplitas lacedemonios, entre ellos 400 espartiatas, casi la tercera parte de los ciudadanos en edad de llevar armas. Su muerte y la completa destrucción de su ejército supusieron el hundimiento de la hegemonía espartana en favor de Tebas.   
Cleómbroto I fue sucedido en el trono por su hijo Agesípolis II.
| Predecesor: Agesípolis I | Rey agíada de Esparta 380-371 a. C. | Sucesor: Agesípolis II |